# Wereldkampioenschap basketbal vrouwen 1967
Het WK Basketbal voor vrouwen 1967 is het vijfde gehouden wereldkampioenschap basketbal voor vrouwen. Elf landen die ingeschreven waren bij de FIBA, namen deel aan het toernooi dat gehouden werd in Tsjecho-Slowakije. Het basketbalteam van de Sovjet-Unie werd de uiteindelijke winnaar van het toernooi.

## Eindklassering
| #      | Land                           |
| ------ | ------------------------------ |
| Goud   | Sovjet-Unie                    |
| Zilver | Zuid-Korea                     |
| Brons  | Tsjecho-Slowakije              |
| 4      | Duitse Democratische Republiek |
| 5      | Japan                          |
| 6      | Joegoslavië                    |
| 7      | Bulgarije                      |
| 8      | Brazilië                       |
| 9      | Italië                         |
| 10     | Australië                      |
| 11     | Verenigde Staten               |

| WK basketbal voor vrouwen 1967 winnaar |
| -------------------------------------- |
| Sovjet-Unie Derde titel                |